# Arco continuo

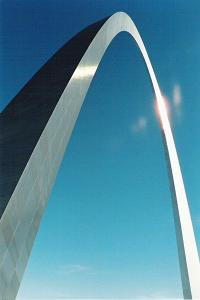
Arco del Jefferson National Expansion Memorial.

Un arco continuo es un prisma mecánico cuyo eje baricéntrico es una curva plana y está sometido a cargas contenidas en el plano de curvatura o plano osculador del arco.
Un arco continuo es por tanto un elemento estructural curvo sometido predominante a esfuerzos axiles de compresión y flexión. Los arcos continuos son estructuralmente diferentes de los tradicionales arcos de mampostería o fábrica, cuyos elementos (dovelas) trabajan a compresión, sin flexión.

## Características
Los arcos continuos se construyen normalmente de metal u hormigón armado, materiales que pueden soportar también posibles tensiones de tracción pura o también las debidas a la existencia de flexión en el mismo. Aunque si el arco es suficientemente apuntado no existirán tensiones de tracción (a excepción de los arcos invertidos y suspendidos, que trabajan predominantemente a la tracción). En general un arco continuo estará sometido a un estado de flexión compuesta sin torsión, a diferencia de una viga balcón que estará sometida a flexión y torsión combinadas. 
Los parámetros geométricos más importantes para dimensionar un arco continuo son –además de la sección transversal– la longitud entre apoyos y el apuntamiento, que puede determinarse a partir de la longitud entre apoyos y el radio de curvatura.
Los arcos poco apuntados pueden sufrir un importante fenómeno de inestabilidad elástica que se circunscribe sólo a arcos y cúpulas, conocido por su nombre inglés como snap-through.

## Descripción estructural
Una restricción importante en los arcos en que predomina la flexión, es que estos deben ser continuos, de ahí el nombre de arcos continuos, y no formados por bloques, tal como sucede en los arcos de mampostería. 

### Ecuaciones de equilibrio
Las ecuaciones de equilibrio que relacionan los esfuerzos internos de los arcos continuos con las fuerzas exteriores aplicadas son:

{\displaystyle {\begin{cases}{\cfrac {Q_{y}}{R_{s}}}-{\cfrac {dN_{s}}{ds}}=q_{s}(s)\\-{\cfrac {N_{s}}{R_{s}}}-{\cfrac {dQ_{y}}{ds}}=q_{y}(s)\\-Q_{y}-{\cfrac {dM_{z}}{ds}}=m_{z}(s)\end{cases}}}

Donde:
{\displaystyle N_{s},Q_{y},M_{z}\,}, son los esfuerzos internos: esfuerzo axial a lo largo de la directriz curva, esfuerzo cortante perpendicular a la directriz y momento flector.
{\displaystyle q_{s},q_{y}\,}, son las fuerzas paralela y perpendicular a la directriz por unidad de longitud y {\displaystyle m_{z}} el flector por unidad de longitud.
{\displaystyle s\,} es la longitud de arco a lo largo de la directriz del arco.
{\displaystyle R_{s}\,} es el radio de curvatura en cada punto de la directriz del arco.
Como se puede ver en la tercera de estas ecuaciones en un arco continuo a diferencia de lo que sucede con un arco clásico de mampostería existen momentos flectores.

### Tensiones
Los esfuerzos internos de un arco continuo se relacionan con las tensiones seccionales mediante las siguientes ecuaciones:

{\displaystyle N_{s}=\int _{A}\sigma _{s}\ dydz,\quad Q_{y}=\int _{A}\tau _{sy}\ dydz,\quad M_{z}=\int _{A}-y\sigma _{s}\ dydz}

Para calcular las tensiones en función de esfuerzos conocidos se puede aplicar la propia teoría de Navier-Bernouilli para vigas.

### Desplazamientos
Los desplazamientos horizontal u y vertical v, así como el giro θ pueden obtenerse a partir de los esfuerzos internos resolviendo el siguiente sistema de primer orden:

{\displaystyle {\begin{cases}{\cfrac {du}{ds}}={\cfrac {N_{s}}{EA}}+{\cfrac {v}{R_{s}}}\\{\cfrac {dv}{ds}}={\cfrac {Q_{y}}{GA}}-{\cfrac {u}{R_{s}}}+\theta \\{\cfrac {d\theta }{ds}}={\cfrac {M_{z}}{E{\bar {I}}_{z}}}\end{cases}}}

Donde:
{\displaystyle u,v;\theta \,} son respectivamente los desplazamientos y el giro.
{\displaystyle A,{\bar {I}}_{z}} son el área transversal y el momento de inercia corregido.